# Very Large Telescope Flames Tarentula Survey

La nébuleuse de la Tarentule en proche infrarouge par le Very Large Telescope de l'Observatoire Européen Austral.

Le Very Large Telescope Flames Tarentula Survey (abrégé en VFTS) est un programme d'observation de l'Observatoire européen austral, qui a pour but de récolter des données spectroscopiques et photométriques sur plus d'un millier d'étoiles, principalement celles de l'amas ouvert R136, situé dans la nébuleuse de la Tarentule. Il est le relevé astronomique le plus détaillé quant à l'étude des étoiles extragalactiques massives, et propose un aperçu de leur évolution et formation. Il utilise le Very Large Telescope, l'instrument phare de l'Observatoire Européen Austral qui est constitué de quatre télescopes de 8 mètres de diamètre, pour produire des observations dans l'infrarouge proche. Il a permis d'estimer les nombreuses caractéristiques d'un millier d'étoiles massives ainsi que de faire de nombreuses découvertes quant aux propriétés et membres de l'amas R136, qui contient les étoiles les plus massives jamais observées.
Le relevé tire son nom du Very Large Telescope ainsi que de l'instrument Fibre Large Array Multi Element Spectrograph (FLAMES), un spectrographe qui a permis de produire la plupart des données. L'intérêt principal d'observer R136 ainsi que la nébuleuse de la Tarentule est qu'il s'agit de la région de formation d'étoiles massives la plus proche de la Terre, donnant une occasion unique d'observer l'évolution des étoiles massives et la formation des amas ouvert massifs. L'un des autres objectifs principaux était de détecter des systèmes binaires massifs via des variations de leurs vitesses radiales.

## Désignation
Lors du recensement des données d'une étoile par le Very Large Telescope, celle-ci se voit obtenir une désignation, un numéro, dans le catalogue VFTS. La catalogue VFTS a été créé en juillet 2011, il contient au total 2063 entrées et la publication de sa première version a été faite le 20 mai 2011 dans la revue scientifique Astronomy & Astrophysics, dans un article intitulé The VLT-FLAMES Tarantula Survey I. Introduction and observational overview. Avec ce catalogue, des classifications stellaires et des types spectraux sont donnés pour les étoiles massives. Une classification spectrale détaillée et une analyse quantitative des étoiles de type O et B sont également disponibles dans le catalogue VFTS. Les données seront ensuite présentées dans une série d'articles pour répondre aux questions fondamentales.

## Projet
Un domaine de recherche dynamique a été le rôle de l'environnement (notamment la métallicité) sur l'évolution stellaire des étoiles massives, se concentrant souvent sur les propriétés des étoiles individuelles dans le Petit Nuage de Magellan, pauvre en métaux. Après la construction du Very Large Telescope, une étude à grand champ de région telle que la nébuleuse de la Tarentule a été proposée. Vers 2008, des scientifiques ont abouti à un précédent grand programme, le Very Large Telescope FLAMES Survey of Massive Stars (FSMS), qui a permis d'analyser des dizaines d'étoiles de type O et des centaines d'étoiles de type B précoces, à partir d'observations centrées sur des amas ouverts dans la Voie lactée et dans les Nuages de Magellan. Un résultat majeur du FSMS était une preuve que les vents stellaires les plus faibles dans les étoiles massives de type O été corrélés à un faible métallicité, en accord avec des prédictions théoriques. Il s'agissait d'un test crucial car les modèles évolutifs utilisent des lois d'échelle pour tenir compte de la perte de masse stellaire induite par les étoiles Wolf-Rayet et un moment cinétique des étoiles pauvres en métaux. Dans les systèmes à faible métallicité, les étoiles nécessitent donc une masse initiale plus importante pour progresser vers le stade d'étoiles Wolf-Rayet. Les conséquences de ceci incluent une réduction de la rétroaction du matériel de leur vents stellaires et potentiellement différents types d'explosions lors d'un effondrement de cœur. Tous les éléments ci-dessus furent jusqu'au début 2011 des mystères astronomiques qui manquent cruellement de preuves observationnelles, ce pourquoi Evans et al. ont conçu le VFTS, pour régler ces problèmes en suspens concernant l'évolution, la multiplicité et sort éventuel des étoiles massives.
En utilisant la capacité d'analyse multi-objets de FLAMES, combinée avec le pouvoir de collecte du VLT, Evans et al. ont ciblé une population d'étoiles massives de la nébuleuse de la Tarentule (notamment la région 30 Doradus), le plus grand complexe de formation d'étoiles du groupe local. La nébuleuse couvre 15 minutes d'arc dans le ciel nocturne, équivalent à plus d'environ 200 pc (∼652 al) et comparable en échelle aux régions de formation intense d'étoiles observées dans les galaxies à grand décalage vers le rouge. Le moteur de formation d'étoiles de la région est situé dans son noyau et est l'amas stellaire dense R136, qui abrite certaines des étoiles les plus massives connues. Étant donné que la région connait une faible extinction galactique, 30 Doradus fournit un laboratoire unique dans lequel des analyses photométriques et spectroscopiques sont faciles à réaliser. Les observations du Very Large Telescope ont principalement utilisé le mode champ large de l'instrument FLAMES, dans lequel 132 fibres sont positionnées dans un champ de vision de 25 minutes d'arc pour alimenter les cibles au spectrographe de l'instrument. L'instrument a permis d'observer la région dans des raies d'émissions qui permettent de mesurer la vitesse et l'intensité des vents stellaires, tels que l'hydrogène alpha, l'oxygène doublement ionisé et le soufre ionisé.

## Découvertes

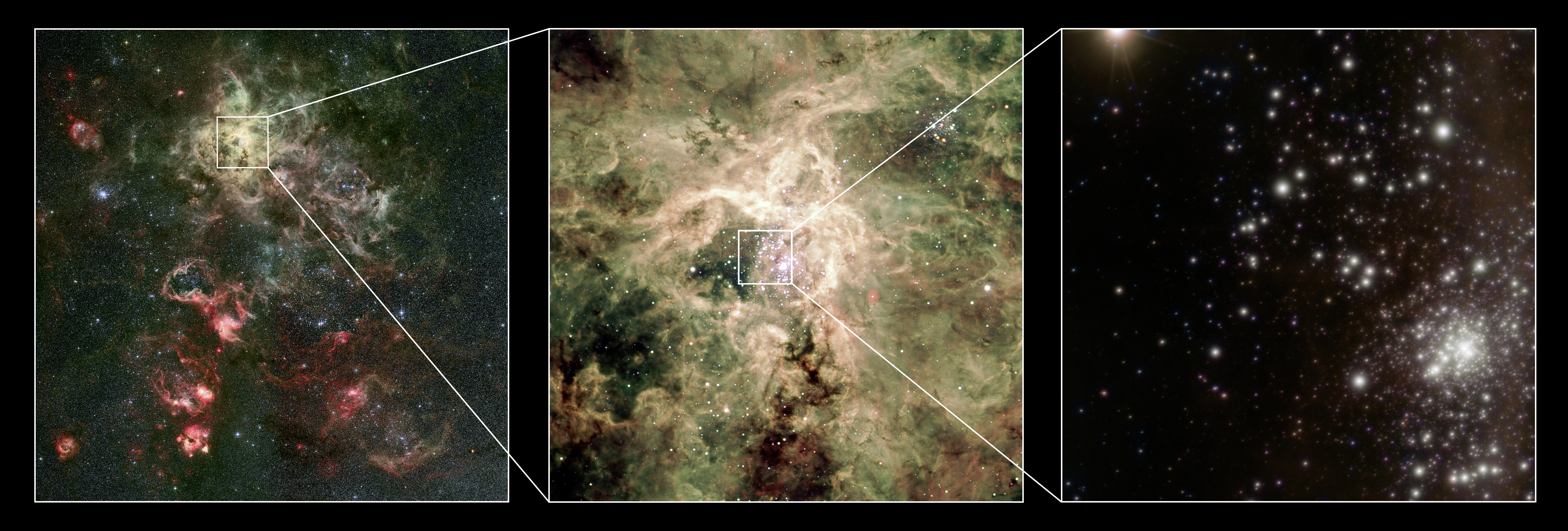
La nébuleuse de la Tarentule et l'amas R136 avec R136a1. Les images utilisées ici sont des images scientifiques du VFTS.

La programme d'observation VFTS a permis de faire de nombreuses découvertes, tant dans les propriétés et l'évolution des étoiles que la découverte de système binaire massif. Plusieurs découvertes marquantes se sont vues devenir des sujets importants d'étude : en exemple, l'étoile VFTS 682, classifiée comme une étoile de type WN5h, d'une masse exceptionnelle de 138 M☉. Même si VFTS 682 fut découverte avant le début du programme VFTS, puisque connue depuis 1992, identifiée à la base comme entrée 153 dans une liste de protoétoiles, l'étude du Very Large Telescope avec FLAMES a permis de montrer la nature étrange de l'étoile. Le VFTS a permis d'observer que l'étoile a une luminosité infrarouge fortement rougie et est visuellement plus faible que d'autres étoiles de luminosité et de température similaires dans la région de l'amas d'étoiles 30 Doradus. Elle est cependant l'une des étoiles les plus lumineuses connues, avec une luminosité extrême de 3,2 millions de L☉. Une autre étoile massive observée par le VFTS est BI 253, qui est désignée par l'entrée 72. Le VFTS a également servi à étudier les propriétés d'étoiles telles que R139a1, une étoile binaire dont l'étoile primaire est extrêmement massive et lumineuse, et R136a1, l'étoile la plus massive connue, ainsi qu'à fortement étudier l'amas ouvert bien connu R136 (en plus de la région 30 Doradus).
L'objectif d'observer des systèmes binaires massifs a permis la découverte de systèmes tels que VFTS 352 et 243. Le premier, VFTS 352, est un système binaire à contact, et est l'étoile binaire à contact la plus massive jamais observée. Elle a été découverte par le VFTS et la publication de sa découverte est parue le 13 octobre 2015 sur le site de l'Observatoire Européen Austral. Elle est composée de deux étoiles d'environ 30 M☉ qui orbitent l'une autour de l'autre en un peu plus d'un jour, les étoiles étant si proches que leurs surfaces se touchent et sont séparées par un pont de matière. Les deux étoiles qui composent le système sont très similaires. En effet, leur température est d'environ 41 000 K, un rayon de 7 fois celui du Soleil et une luminosité de 160 000 L☉ pour chacune.

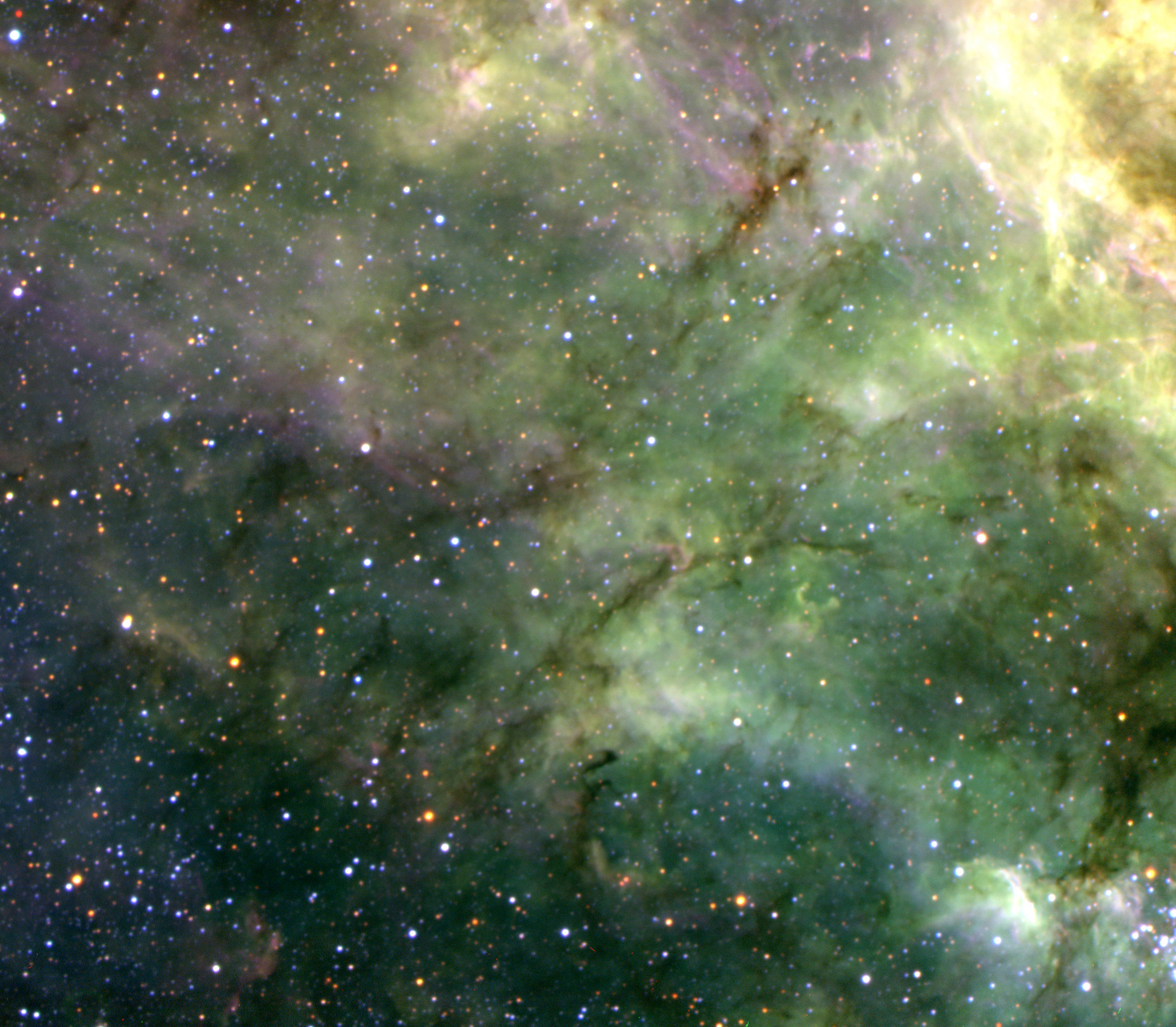
Région de la nébuleuse de la Tarentule contenant une quantité importante de poussière interstellaire.

Le deuxième système, VFTS 243, a été décrit dans un article scientifique publié le 18 juillet 2022, dans lequel une équipe de l'ESO annonce la découverte d'un trou noir stellaire présent au sein du système, sa découverte permet la confirmation de l'existence d'un trou noir dit « dormant », d'au moins ~9 masses solaires, au sein de la nébuleuse de la Tarentule, dans la galaxie du Grand Nuage de Magellan. Le système est aussi un probable membre de l'amas d'étoiles 30 Doradus.
Un autre cas étrange est l'étoile VFTS 102. La particularité de cette étoile est sa vitesse équatoriale d’environ 600 km/s (environ 2,16 millions de km/h), ce qui en fait l’étoile de la séquence principale la plus rapide connue. La force centrifuge aplatit l’étoile au niveau des pôles. Du matériel peut être perdu dans les régions équatoriales, permettant ainsi la formation d’un disque d'accrétion autour de l'étoile. Elle a été remarquée par un membre de l'équipe du VFTS est Matteo Cantiello, un astrophysicien italien qui a émigré aux États-Unis et travaille actuellement à l'Institut Kavli de physique théorique de l'Université de Californie à Santa Barbara. En 2007, avec quelques collaborateurs, il a prédit l'existence d'étoiles massives ayant des propriétés très similaires à celles de VFTS 102. Dans le modèle théorique, la vitesse de rotation extrême est provoquée par le transfert de matériel d'une étoile dans un système binaire. Les astronomes prévoient que VFTS 102 explosera en supernova dans quelques millions d'années. Après cela, le compagnon sera probablement lancé hors de l'orbite et s'éloignera de ses voisins stellaires à grande vitesse. Une telle étoile s'appelle une fugue. VFTS 102 correspond très bien à ce modèle théorique, se révélant être une étoile en fuite à rotation rapide et se trouvant à proximité d'un pulsar et d'un reste de supernova. D'autres scénarios, comme une éjection du cœur de l'amas R136, sont également possibles.
Le VFTS a également permis d'observer clairement que l'évolution et le destin des étoiles très massives sont étroitement liés à leurs propriétés de perte de masse. Leurs masses initiale et finale diffèrent considérablement en raison de la perte de masse. Les étoiles massives ont de forts vents stellaires et des flux ionisants extrêmement élevés, qui sont considérés comme des sources critiques de rétroaction mécanique et radiative dans les régions HII. Cependant, la façon dont les propriétés de perte de masse des étoiles massives changent au cours de l'évolution stellaire est mal comprise. Dans le cadre du VLT-Flames Tarantula Survey (VFTS), des scientifiques ont pu observer la région de transition de perte de masse entre les vents d'étoiles de classification stellaire O optiquement minces et les vents d'étoiles de Wolf-Rayet plus denses, testant ainsi les prédictions théoriques. Les données du VFTS ont donc permis d'estimer les caractéristiques, la formation et le futur des étoiles massives de la nébuleuse de la Tarentule et ont montré l'évolution d'étoiles très massives, étoiles Wolf-Rayet ainsi que des binaires massives.

## Publication
Depuis la début du projet, les données spectroscopiques et photométriques ont permis de nombreuses publications scientifiques. Une équipe de l'ESO en compte 32 en total, qui sont tous centrées sur la population des étoiles de 30 Doradus, l'évolution des étoiles massives, les vents stellaires d'étoiles Wolf-Rayet, l'évolution des étoiles de faible métallicité dans 30 Doradus ainsi que des modèles sur l'évolution et des calculs de caractéristiques sur des étoiles très massives.

### Contenu
- Site officiel
- Publication
- Spectres

### Articles principaux
- Première publication
- Population de 30 Doradus

### Catalogue
- Entrés du catalogue sur Simbad.
- Table de recherche du catalogue sur VizieR.